# The Viper (film 1914)
The Viper è un cortometraggio muto del 1914 diretto da Kenean Buel e interpretato da Henry Hallam e Alice Joyce. Prodotto dalla Kalem Company, il film venne distribuito nelle sale il 28 settembre 1914 dalla General Film Company.

## Trama
Trama e critica in inglese su Stanford University

## Produzione
Prodotto dalla Kalem Company.

## Distribuzione
Il film - un cortometraggio in due bobine - venne distribuito nelle sale USA il 28 settembre 1914 dalla General Film Company.